# Igarka
Igarka är en stad i nordöstra Sibirien, vid nedre Jenisej.
1926 fanns endast en övervintringshydda på platsen för staden. Genom befolkande med straffarbetare och tvångsförflyttade utvecklades Igarka till ett centrum för träindustri med elverk och stora sågverk för att bearbeta virke som flottades längs Jenisej. En hamn tillgänglig för oceangående fartyg uppfördes också, liksom ett flygfält och en polarstation. 1939 bodde här 20.000 innevånare.